# Оушен (Меріленд)
Оушен (англ. Ocean) — переписна місцевість (CDP) в США, в окрузі Аллегені штату Меріленд. Населення — 33 особи (2020).

## Географія
Оушен розташований за координатами 39°36′6″ пн. ш. 78°56′42″ зх. д. / 39.60167° пн. ш. 78.94500° зх. д. (39.601587, -78.945021).  За даними Бюро перепису населення США в 2010 році переписна місцевість мала площу 0,11 км², уся площа — суходіл.

## Демографія
Згідно з переписом 2010 року, у переписній місцевості мешкали 32 особи в 10 домогосподарствах у складі 7 родин. Густота населення становила 281 особа/км².  Було 11 помешкання (96/км²).
Расовий склад населення:
| - 96,9 % — білих |

До двох чи більше рас належало 3,1 %. Частка іспаномовних становила 0,0 % від усіх жителів.
За віковим діапазоном населення розподілялося таким чином: 25,0 % — особи молодші 18 років, 59,4 % — особи у віці 18—64 років, 15,6 % — особи у віці 65 років та старші. Медіана віку мешканця становила 37,0 року. На 100 осіб жіночої статі у переписній місцевості припадало 100,0 чоловіків;  на 100 жінок у віці від 18 років та старших — 100,0 чоловіків також старших 18 років.
Цивільне працевлаштоване населення становило 10 осіб. Основні галузі зайнятості: освіта, охорона здоров'я та соціальна допомога — 100,0 %.